# Bernardino Marchió
Bernardino Marchió (ur. 6 września 1943 w Busca) – włoski duchowny rzymskokatolicki pracujący w Brazylii, w latach 2003–2019 biskup Caruaru.

## Życiorys
Święcenia kapłańskie otrzymał 29 czerwca 1968 i został inkardynowany do diecezji Saluzzo. Po święceniach został wikariuszem w Bagnolo, gdzie pracował przez siedem lat. W 1975 wyjechał do Brazylii i został proboszczem katedry w Palmares, zaś trzy lata później otrzymał ponadto nominację na wikariusza generalnego miejscowej diecezji.
27 marca 1991 papież Jan Paweł II mianował go biskupem koadiutorem diecezji Pesqueira. Sakry biskupiej udzielił mu 29 czerwca tegoż roku w Palmares bp Acácio Rodrigues Alves. Pełnię rządów w diecezji przejął 26 maja 1993.
6 listopada 2002 został prekonizowany biskupem Caruaru, zaś 12 stycznia 2003 kanonicznie objął urząd.
10 lipca 2019 przeszedł na emeryturę.